# Apichart Denman
Apichart Denman (thailändisch อภิชาติ เด็นหมาน, * 20. Juli 1997) ist ein thailändischer Fußballspieler.

## Karriere
Der Mittelfeldspieler startete seine Karriere 2014 beim Viertligisten Satun United FC und ging von dort weiter zum  Phang Nga FC. 2017 spielte Apichart Denman dann in Phuket für den Drittligisten Phuket FC. 2018 wechselte er nach Buriram zum Erstligisten Buriram United. Unmittelbar nach seiner Verpflichtung wurde er an den Ligakonkurrenten PT Prachuap FC nach Prachuap ausgeliehen. Bis Ende 2019 absolvierte er 36 Spiele für Prachuap. Nach der Ausleihe wurde er von Prachuap fest verpflichtet. 2020 wurde er nicht in der ersten Liga eingesetzt. Anfang 2021 wurde er zum Krabi FC ausgeliehen. Der Verein aus Krabi spielte in der dritten Liga, der Thai League 3. Nach der Ausleihe kehrte er Ende Mai 2021 wieder nach Prachuap zurück. Am 29. Mai 2022 stand er mit PT im Finale des Thai League Cup. Hier unterlag man im BG Stadium Buriram United mit 4:0. Nach 105 Ligaspielen wurde sein Vertrag im Sommer 2024 nicht verlängert. Mitte Juni 2024 verpflichtete ihn der Erstligist Sukhothai FC.

## Erfolge
PT Prachuap FC
- Thailändischer Ligapokalsieger: 2019
- Thailändischer Ligapokalfinalist: 2021/22